# Benguelalangsnavelleeuwerik
De benguelalangsnavelleeuwerik (Certhilauda benguelensis) is een zangvogel uit de familie Alaudidae (leeuweriken).

## Verspreiding en leefgebied
Deze soort komt voor langs de kust van Angola en Namibië en telt twee ondersoorten:
- C. b. benguelensis: zuidwestelijk Angola en noordwestelijk Namibië.
- C. b. kaokoensis: westelijk-centraal Namibië.

## Status
De benguelalangsnavelleeuwerik komt niet als aparte soort voor op de lijst van het IUCN, maar is daar een ondersoort van de karoolangsnavelleeuwerik (Certhilauda subcoronata).